# Albert van Dalsum

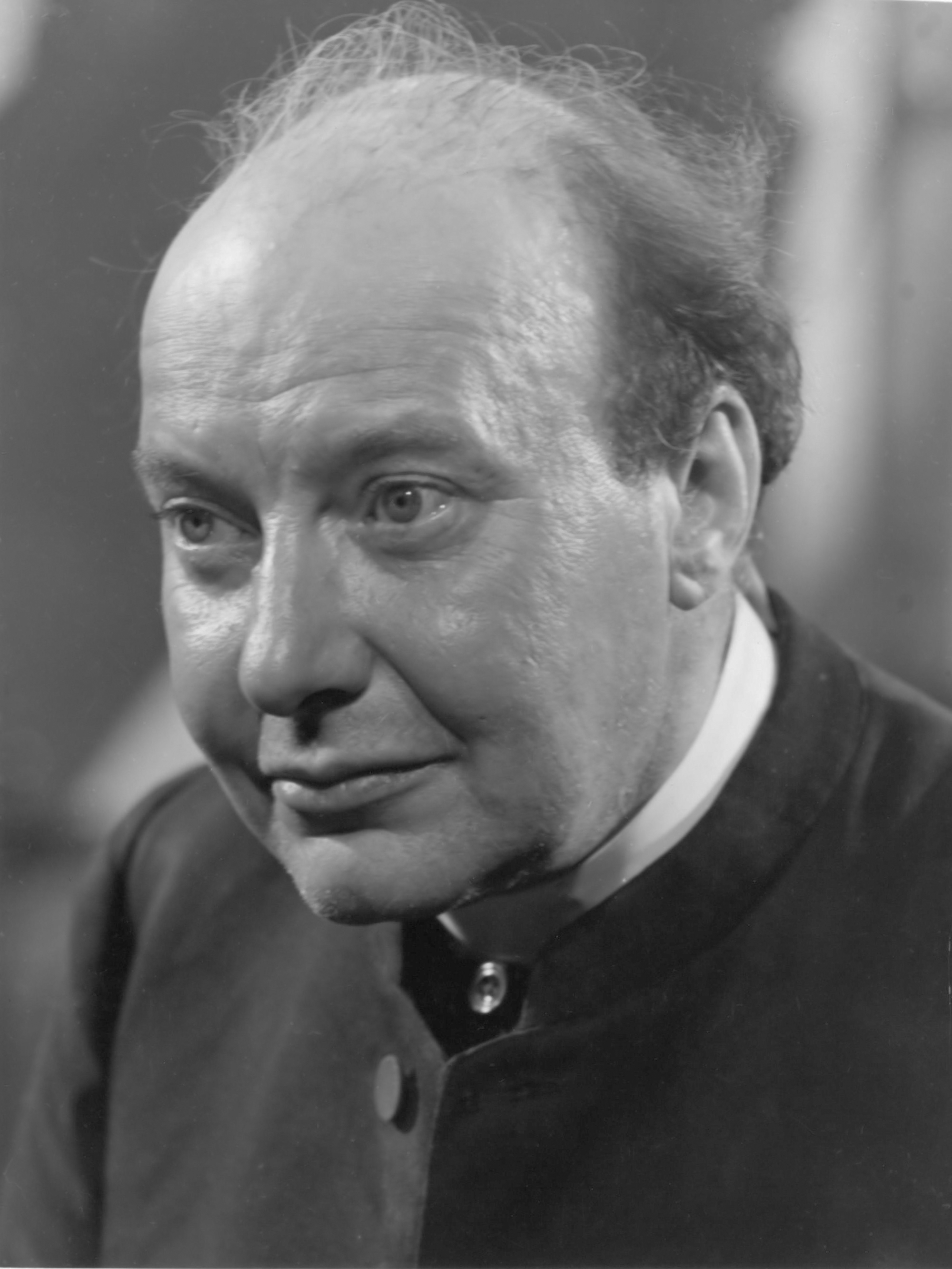
Albert van Dalsum, 1939

Albertus Wilhelmus van Dalsum (* 4. Januar 1889 in Nieuwer-Amstel; † 25. Oktober 1971 in Eenigenburg) war ein niederländischer Theaterschauspieler, Theaterleiter, Bühnen- und Kunstmaler.
Er absolvierte die dreijährige Hogereburgerschool in Amsterdam und führte bereits hier an Festabenden Theaterstücke mit seinen Klassenkameraden auf. Einige davon wurden später ebenfalls Schauspieler, so Cor Ruys und Adolf Bouwmeester. Nach Erhalt seines Abschlusszeugnisses arbeitete er zunächst als Büroangestellter bei der Eisenbahngesellschaft Hollandsche IJzeren Spoorweg-Maatschappij. Nebenbei nahm er in seiner Freizeit Schauspielunterricht bei Jan C. de Vos und trat 1909 der Theatergruppe „Het Tooneel“ unter der Leitung von Willem Royaards bei.
Seine erste Ehe Het mit Sophia Wilhelmina Jacoba de Nijs im Jahr 1910 wurde 1928 geschieden. Zwei Jahre später heiratete er die Schauspielerin und Tänzerin Isidora Frederika Mogendorff (Künstlername Do Hoogland). Mit ihr bekam er einen Sohn (Sjeng van Dalsum, 1943–2015).

## Theaterlaufbahn

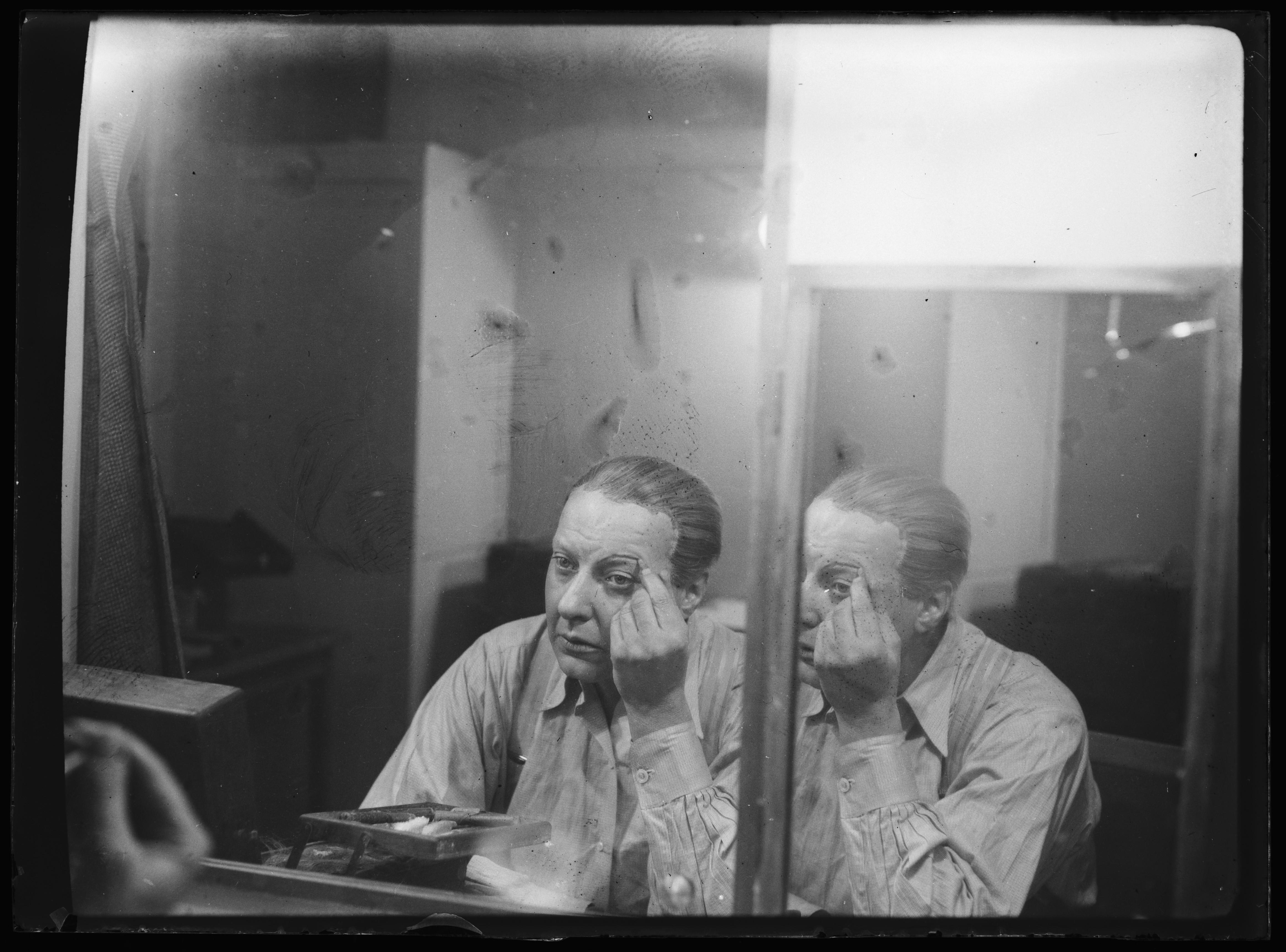
Van Dalsum im Alter von 30

Neben der Schauspielerei inszenierte Van Dalsum als Regisseur in den 1930er Jahren auch eine Reihe von Theaterstücken. Eines der am meisten diskutierten war Pär Lagerkvists Der Henker, das als Botschaft gegen den Faschismus angesehen wurde. Nach stimmungsmachenden Berichten in De Telegraaf entstand eine aufgeladene Atmosphäre, worauf folgend am 1. Dezember 1935 von einhundert NSB-Mitglieder die Theatervorstellung mit Rauch- und Stinkbomben gestört wurde.
Er entwarf auch viele Bühnenbilder der Theaterstücke an und mit denen er arbeitete.
Während der Besetzung der Niederlande durch das Deutsche Reich weigerte er sich, Mitglied der von den Besetzern eingerichteten Nederlandsche Kultuurkamer zu werden. Van Dalsum und seine Frau tauchten in Brabant und Limburg unter. Trotzdem agierte er sich weiterhin so gut er konnte in der niederländischen Theaterlandschaft. Erst 1945 kehrte er mit der Theatergruppe „Vijf Mei 1945“ (das Datum des Bevrijdingsdag) an das Amsterdamer Stadttheater zurück. Danach setzte er seine Karriere mit Schauspiel und/oder Leitungsaufgaben in verschiedenen Gesellschaften fort. In den 1950er Jahren fand er Zeit neben der Bühne, um in mehreren frühen Fernsehproduktionen zu spielen.
Nach seiner aktiven Zeit auf der Bühne zog er sich auf seinen Bauernhof nahe dem Dorf Eenigenburg zurück und konnte er sich mehr auf die Malerei konzentrieren. Seine Arbeit, hauptsächlich Landschaften und Stillleben, ging jedoch über das Niveau eines Hobbymalers hinaus. In den Jahren 1965 bis 1970 stellte er regelmäßig in Den Haag, Amstelveen und Amsterdam aus. Er erhielt von der Gemeinde Amsterdam ein jährliches Ehrenhonorar von 3.000 Gulden.
Van Dalsum starb im Alter von 82 Jahren in Eenigenburg. Er ist dort neben der Hervormde Kerk begraben. Am 19. März 2008 wurde eine Kupferbüste von ihm im Historischen Museum von Harenkarspel enthüllt. Die Büste befindet sich in einem Park etwa hundert Meter von seinem Grab entfernt.

## Ehrenring
Anlässlich seines fünfzigjährigen Bühnenjubiläums im Jahre 1959 wurde erstmals der Theaterpreis Albert van Dalsumring vergeben mit der Vorgabe, dass der Empfänger selbst den nachfolgenden Träger bestimmen möchte. So erhielt 1963 der Schauspieler Paul Steenbergen den Ring; dieser gab ihn 1972 weiter an Ko van Dijk jr. und danach bekam Peter Oosthoek die Ehrenauszeichnung. Oosthoek gab ihn schließlich 1993 weiter an Pierre Bokma.

## Theaterpreise
Er erhielt im gleichen Jahr von der Gemeinde Amsterdam auch den Albert van Dalsumprijs. Ab 1973 wird er von dem Amsterdams Fonds voor de Kunst an Theatermacher verliehen, die in der vorhergegangenen Saison einen Beitrag zur niederländischen Theaterkultur geleistet haben. Ab 1986 beinhaltete dieser Preis auch einen Theater-Förderpreis. 2003 schließlich wurde der Preis in den Amsterdam Prize for Art überführt.

## Ensembles
- Het Tooneel (1909–1914)
- Die Koninklijke Vereeniging 'Het Nederlandsch Tooneel' (1914–1917, 1918–1920 und 1930–1932)
- Het Groot Tooneel (1918–1919)
- Das Rotterdamsch Tooneel unter Leitung von Cor van der Lugt Melsert (1920–1921)
- Die Haghespelers in het Voorhout
- Das Vereenigd Tooneel unter Leitung von Eduard Verkade (1921–1929)
- Das Oost-Nederlandsch Tooneel von Arnhem von 1929 bis 1930 von ihm, gegründet zusammen mit dem Autor und Regisseur August Defresne und Wijnand Frans
- Die Amsterdamsche Tooneel-vereeniging von 1932 bis 1938 (als Regisseur) zusammen mit Defresne als fest engagierter Spieler der Stadsschouwburg
- Das Nederlandsen Tooneel von 1938 bis 1940, mit Defresne und Van der Lugt
- Die Theatergruppe „Studio“ 1940–1942, gegründet zusammen mit Paul Storm
- Die Stichting Amsterdamsch-Rotterdamsch Tooneel, 1945 bis 1947, ebenfalls mit Defresne
- Die Amsterdams Tooneelgezelschap, 1947–1953
- Die Haagse Comedie
- Die Nederlandse Comedie
- In der Theatergesellschaft „Theater“ spielte er nur Gastrollen